# Chahains
Chahains é uma comuna francesa na região administrativa da Normandia, no departamento Orne. Estende-se por uma área de 7,5 km². Em 2010 a comuna tinha 85 habitantes (densidade: 11,3 hab./km²).